# ARINC 429

ARINC 429, el "Mark 33 Digital Information Transfer System (DITS)" és l'estàndard tècnic d'ARINC per al bus de dades aviònica predominant utilitzat a la majoria d'avions comercials i de transport de gamma alta. Defineix les interfícies físiques i elèctriques d'un bus de dades de dos cables i un protocol de dades per donar suport a la xarxa d'àrea local d'aviònica d'un avió.

## Descripció tècnica

### Mitjà i senyalització
ARINC 429 és un estàndard de transferència de dades per a avionica d'avions. Utilitza un protocol de bus de dades d'autosincronització i autosincronització (Tx i Rx estan en ports separats). Els cables de connexió física són parells trenats que porten senyalització diferencial equilibrada. Les paraules de dades tenen una longitud de 32 bits i la majoria dels missatges consisteixen en una sola paraula de dades. Els missatges es transmeten a 12,5 o 100 kbit/s a altres elements del sistema que estan supervisant els missatges del bus. El transmissor transmet constantment paraules de dades de 32 bits o l'estat NULL (0 volts). Un sol parell de cables està limitat a un transmissor i no més de 20 receptors. El protocol permet el rellotge automàtic a l'extrem del receptor, eliminant així la necessitat de transmetre dades de rellotge. ARINC 429 és una alternativa a MIL-STD-1553.

### Numeració de bits, ordre de transmissió i significació de bits
La unitat de transmissió ARINC 429 és una trama de 32 bits de longitud fixa, que l'estàndard es refereix com a "paraula". Els bits dins d'una paraula ARINC 429 s'identifiquen en sèrie del bit número 1 al bit número 32 o simplement del bit 1 al bit 32. Els camps i les estructures de dades de la paraula ARINC 429 es defineixen en funció d'aquesta numeració.
Tot i que és habitual il·lustrar trames de protocol en sèrie que progressen en el temps de dreta a esquerra, normalment es practica una ordenació inversa dins de l'estàndard ARINC. Tot i que la transmissió de paraules d'ARINC 429 comença amb el bit 1 i acaba amb el bit 32, és habitual fer el diagrama i descriure les paraules d'ARINC 429 en l'ordre del bit 32 al bit 1. En termes més simples, mentre que l'ordre de transmissió dels bits (des del primer bit transmès fins a l'últim bit transmès) per a una trama de 32 bits es diagrama convencionalment com